# Formiche di Grosseto
De Formiche di Grosseto zijn een drietal kliprotsen in de Tyrreense Zee voor de westelijke kust van Italië en worden gerekend tot de Toscaanse Archipel. Ze zijn gelegen tussen de Toscaanse kust en de grotere eilanden van de Toscaanse Archipel. De Formiche di Grosseto zijn gelegen in het natuurpark Parco naturale della Maremma en zijn vernoemd naar de nabijgelegen stad Grosseto, waartoe de eilandengroep behoort.
Op de meest noordelijke kliprots (Formica Grande) staat een vuurtoren. De eilandengroep is geliefd bij duikers.